# Kościół św. Jana Nepomucena w Suczawie
Kościół św. Jana Nepomucena (rum. Biserica Sfântul Ioan Nepomuk) – rzymskokatolicka świątynia parafialna znajdująca się centralnej części rumuńskiego miasta Suczawa, przy Strada Ștefan cel Mare, otoczony parkiem Profesora Ioana Nemeșa. Należy do diecezji Jass.

## Historia
W końcu XVI wieku miasto zamieszkiwało 200 katolików oraz ok. 2000 żołnierzy, którzy korzystali z dwóch świątyń poza murami miasta. W kolejnych latach liczba wiernych malała, w 1682 miasto zamieszkiwał tylko jeden katolik. Po przyłączeniu Bukowiny do Monarchii Habsburgów w 1775 do Suczawy sprowadzono urzędników i robotników z Czech, Moraw i Słowacji. Na ich potrzeby od 1780 odprawiano msze w prawosławnej cerkwi Zmartwychwstania Pańskiego, 11 listopada 1811 erygowano parafię. Obecny kościół wzniesiono w latach 1820–1822, w 1836 kościół konsekrowano i nadano mu patrona, św. Jana Nepomucena, w latach 40. XIX wieku na wieży zamontowano zegar.

## Architektura
Świątynia klasycystyczna, trójnawowa. W nawach bocznych znajdują się empory. Fasadę zdobią rzeźby śś. Jana Nepomucena i Kajetana. Przed wejściem głównym znajduje się pomnik Jana Pawła II, poświęcony 17 maja 2009.

## Organy
W świątyni znajdują się organy, wykonane około roku 1980, poświęcone po remoncie w marcu 2024 przez ks. bpa Iosifa Păuleța.

## Galeria

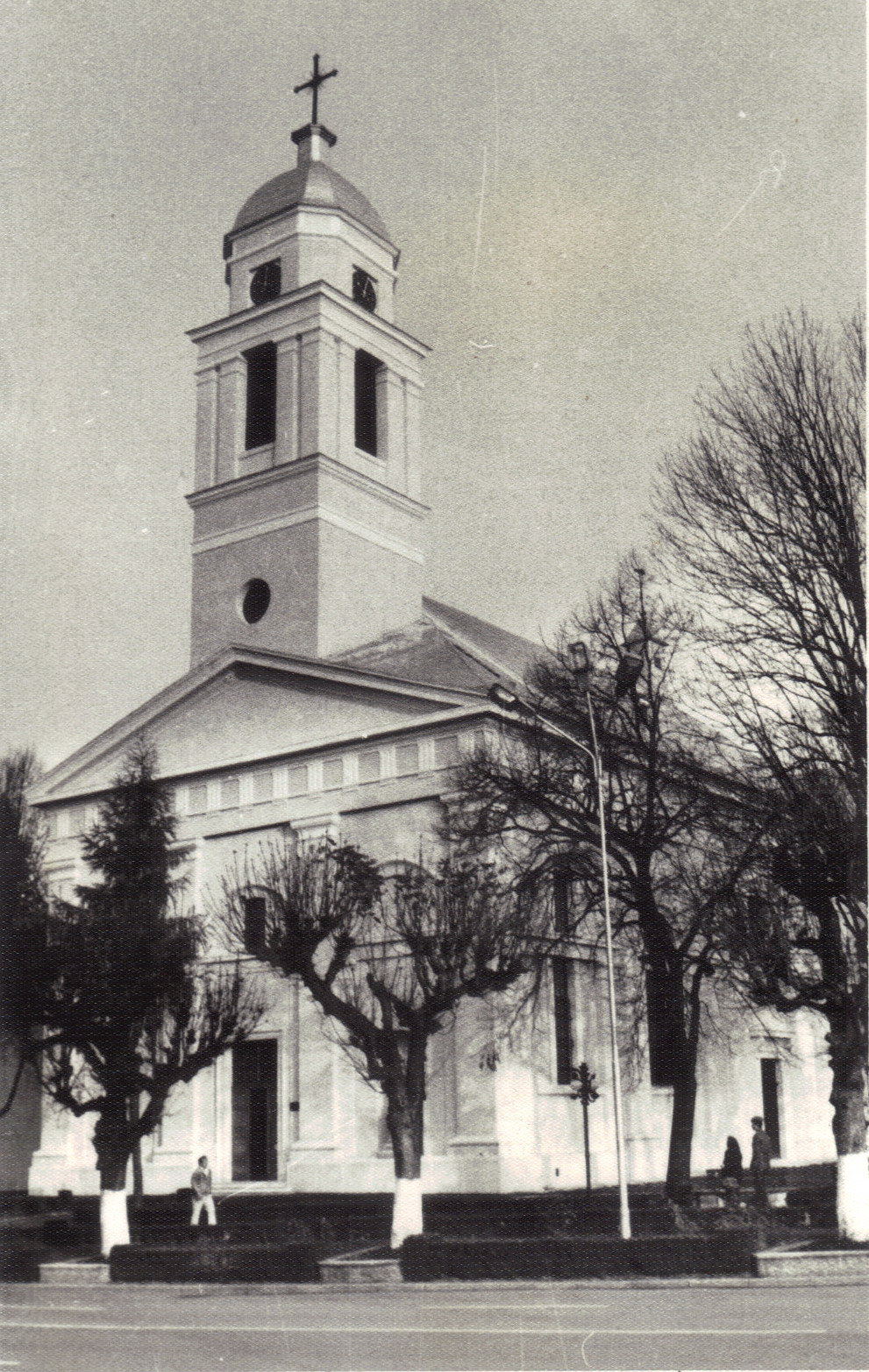
Kościół w 1990
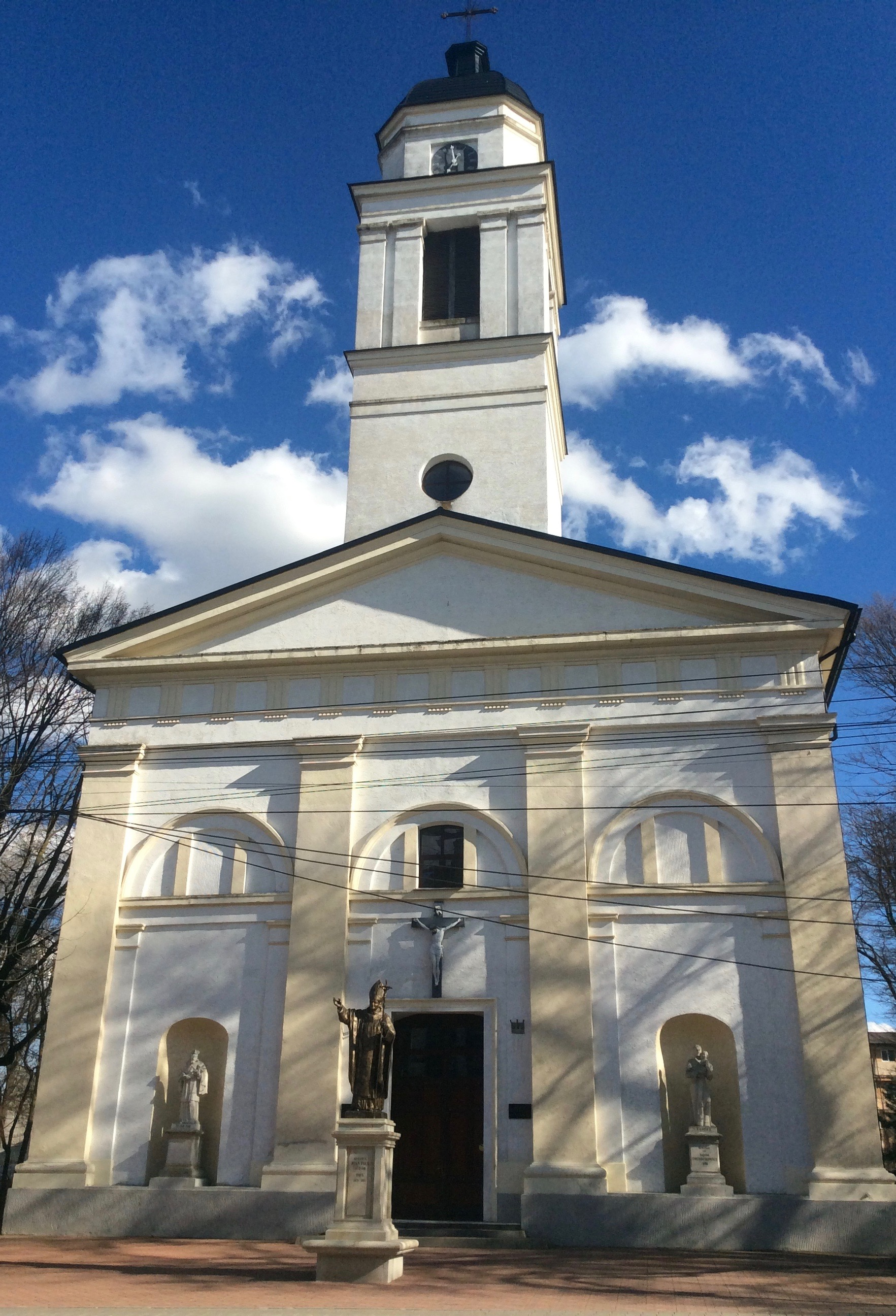
Fasada
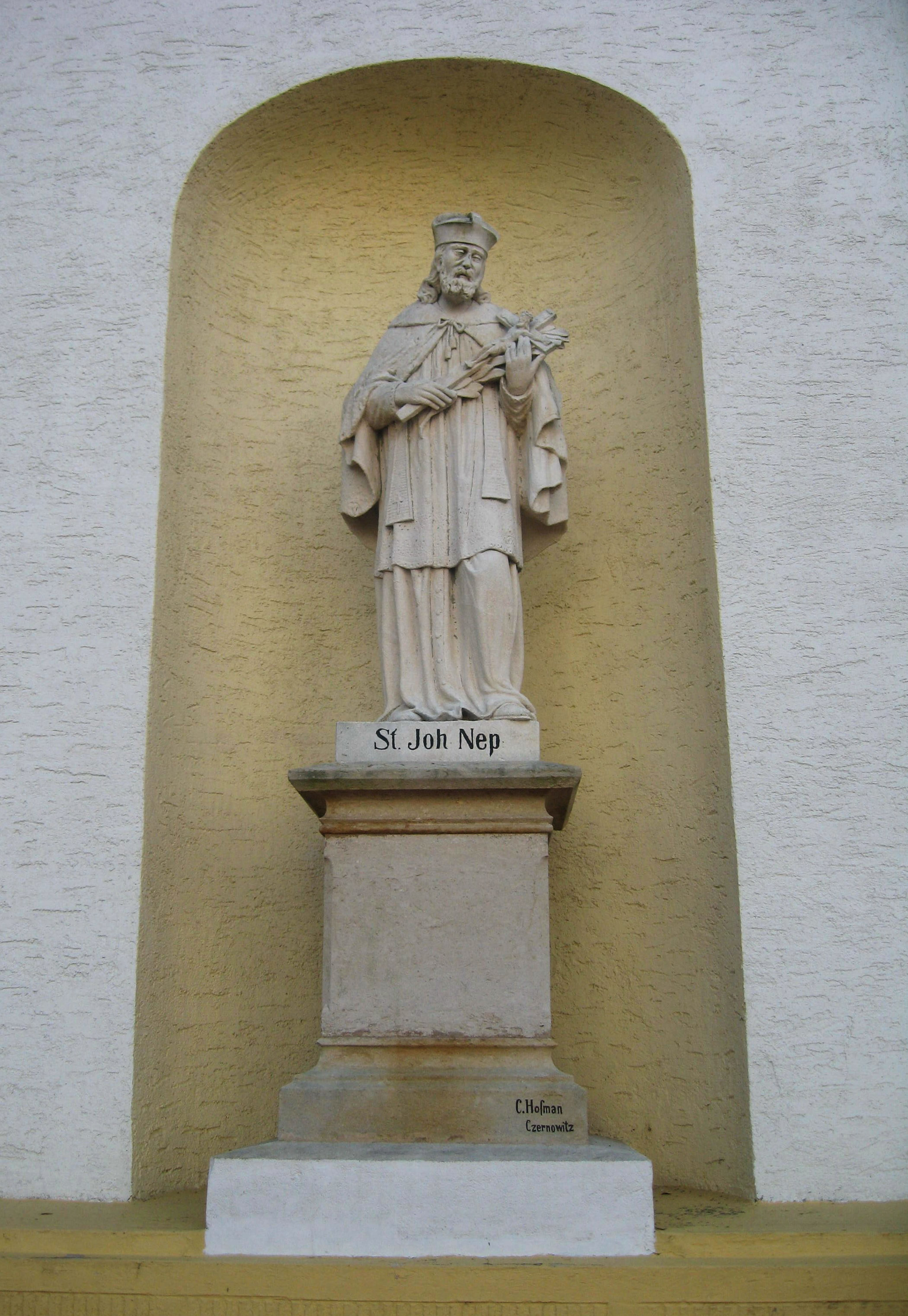
Rzeźba św. Jana Nepomucena
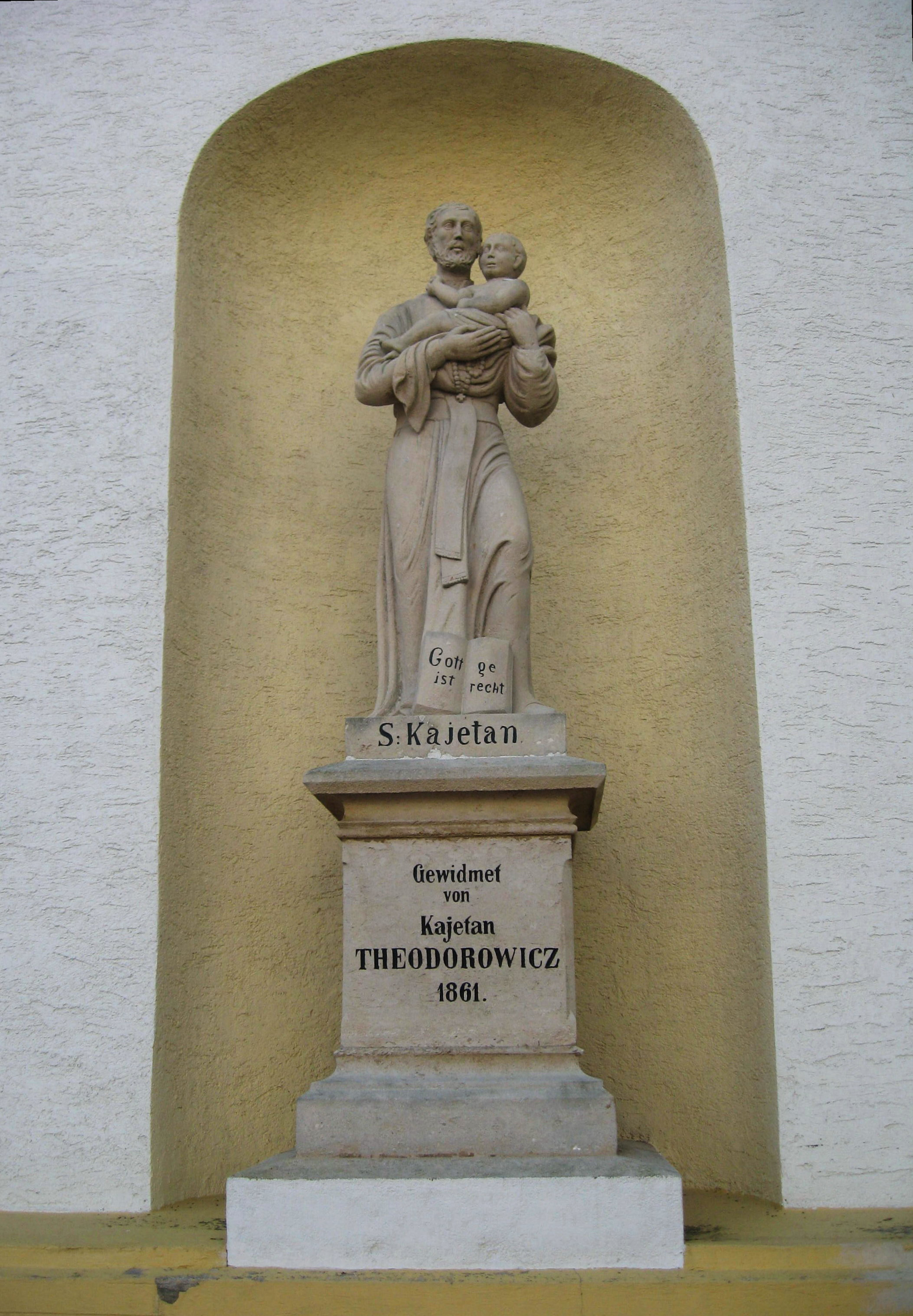
Rzeźba św. Kajetana
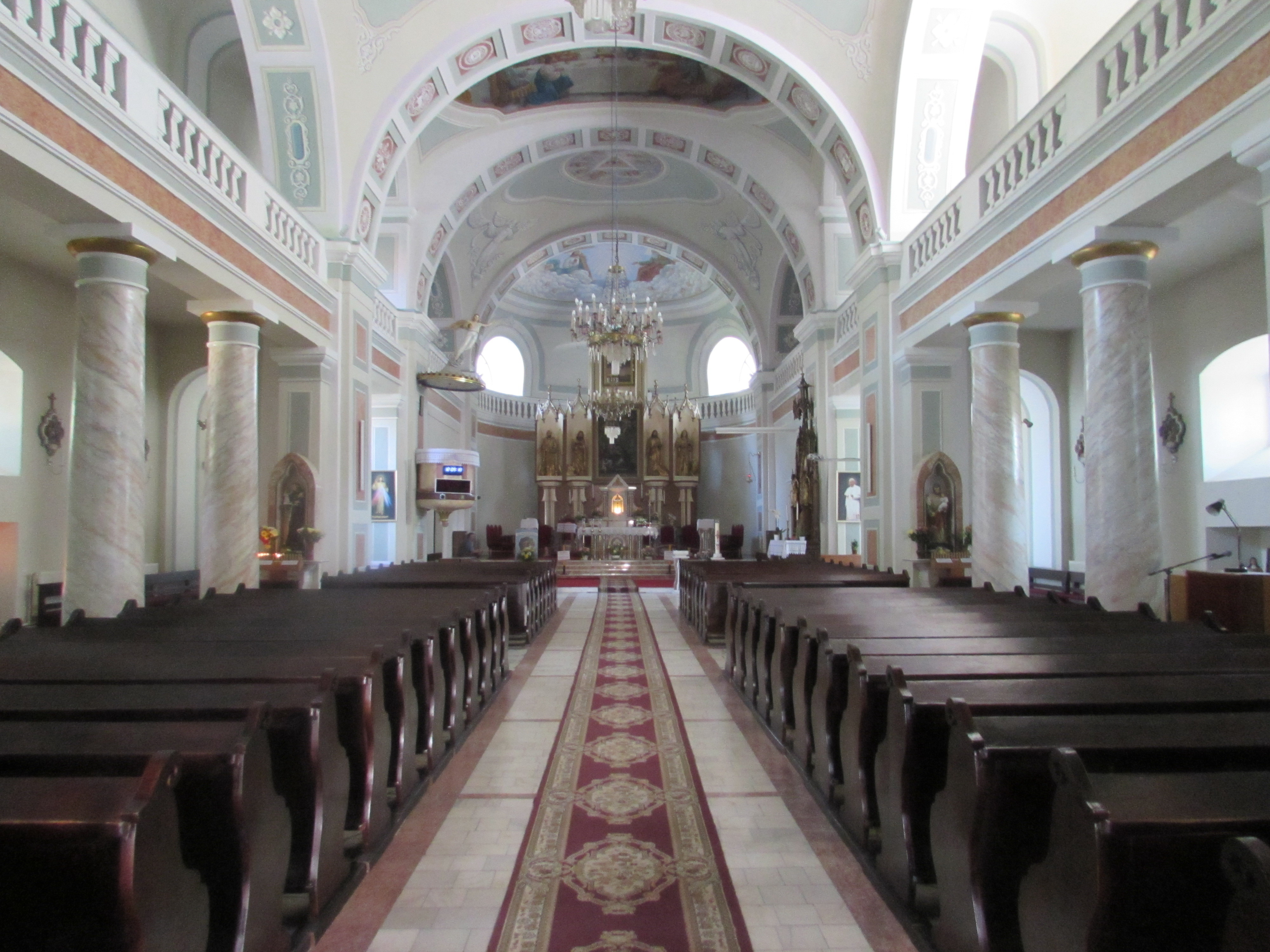
Wnętrze